# متیل بی‌سولفات
متیل بی‌سولفات یک ترکیب شیمیایی با فرمول مولکولی CH4O4S است. این ترکیب مونو متیل استرِ سولفوریک اسید است. اهمیت این ماده از این جهت است که ماده واسطه در هیدرولیز واکنشگر مهم دی‌متیل سولفات، (CH3)2SO4 محسوب می‌شود:
(CH3)2SO4 + H2O → (CH3)HSO4 + CH3OH
متیل بی‌سولفات یک اسید قوی است:
(CH3)HSO4 → (CH3)SO4− + H+
متیل بی‌سولفات در فرمولاسیون برخی ترکیبات دارویی کاربرد دارد، که در این موارد به‌طور معمول به عنوان متیل‌سولفات نیز شناخته می‌شود.